# マンデラ効果

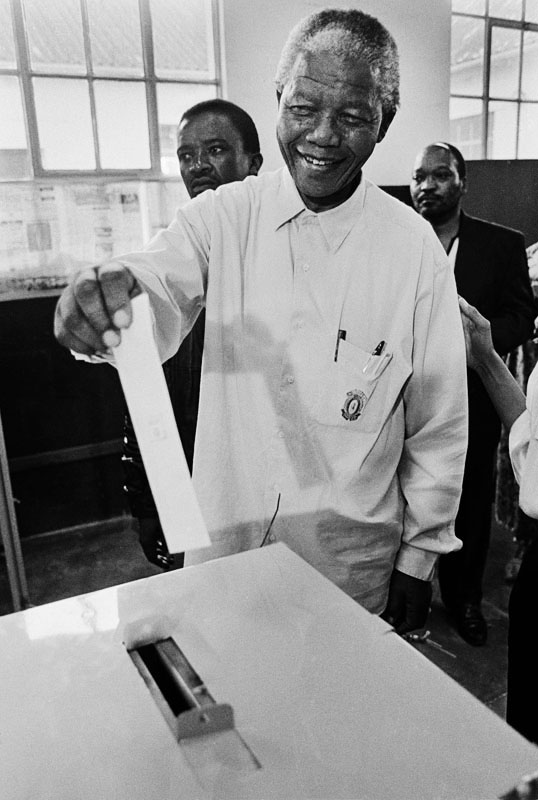
1994年、南アフリカ共和国初の全人種選挙で一票を投じるネルソン・マンデラ。その後同国大統領を務めたことは世界的に有名である。
ところが2000年代後半に至り、「マンデラは1980年代に獄中死した」という誤った記憶を持つ人が少なからず存在することが確認された。

マンデラ効果（マンデラこうか、英: Mandela Effect）とは、事実と異なる記憶を不特定多数の人が共有している現象を指すインターネットスラング、またはその原因を超常現象や何らかの陰謀として解釈する都市伝説または陰謀論の総称である。
この現象は人間の記憶の不確かさによる虚偽記憶に過ぎないが、ネット上では様々な原因が空想的仮説として噂されており、パラレルワールド間の移動によるものとする疑似科学的な俗説が流布されている
当時存命中であったにもかかわらず1990年代に大統領を務めていた南アフリカの指導者ネルソン・マンデラが、1980年代に獄中死していたとの記憶を共有する人々がいるとの報告に由来し、それ以外の事例に対しても広く用いられている。
日本語では「マンデラ効果」と表記するのが一般的であるが、ネット上では「マンデラ・エフェクト」または「マンデラエフェクト」という表記も一部で見られる。

## 定義
マンデラ効果とは、大勢の人々が事実と異なる記憶を共有している現象を指す俗語で、主にサブカルチャーに関するインターネットコミュニティで使われるものである。
その事例は存命人物の訃報や追悼番組、作中の実在しない場面や台詞、実際と異なるキャラクターや商標など多岐に渡るが（後述）、ほとんどが日常の些細なものであり、個人の現象であればありふれた記憶違いとみなされるものである。しかし、同一の記憶違いが全く面識のない不特定多数の間で共有されている理由を合理的に説明することが困難であるが故に、一種の怪奇現象とみなされている。
マンデラ効果を提唱した超常現象作家フィオナ・ブルームによれば、より厳密には記憶の元となった情報源が一切実在しないこと、関連する記憶の内容やエピソードの整合性からその記憶の確かさや信憑性が裏付けられていること、ならびに社会的・地理的に関わりのない不特定多数によって一貫してその記憶が共有されていることを要件とする。よって一般には、個人的な記憶の不確かさによる虚偽記憶とは異なる概念とされる。また、実在する誤報や風説などに由来する謬説（広く流布された俗信ないし迷信）や、限られた集団の中だけで信じられている共同幻想の類は含まれないものとされる。
なお、その原因を超常現象によるものとする空想的な解釈から、因果関係が解明された現象を意味する学術用語の「効果（effect）」を比喩的に用いているが、正規の学術用語として認められたものではなく、また特定の原因を前提とした意味合いも含まれていない。ブルームはマンデラ効果の趣旨をあくまで娯楽的なものとしており、記憶の齟齬や違和感に懸念を感じたり過度に深刻に受け止めてしまうような場合は、医師やセラピストなどの専門家に相談することを強く勧めている。

## 発祥と普及

### 発祥の経緯
「マンデラ効果」という用語がネット上に現れ始めたのは2010年のことである。これは当時存命中であった南アフリカの指導者ネルソン・マンデラに由来するもので、実際には1990年に釈放されて1994年から1999年まで大統領を務めて2013年まで生存していたマンデラについて、1980年代に獄中死したという記憶を持つ人が大勢現れたという現象に対して用いられた。
その用語と概念はアメリカの超常現象作家フィオナ・ブルームが提唱したもので、ブルームが2009年にサブカルチャーイベントのドラゴン・コンに講演者として参加した際にイベントスタッフから聞いたマンデラ獄中死の記憶を持つ人々の体験談に端を発するとしている。それらの記憶は全て事実と矛盾する架空のものであったが、追悼式の様子や夫人の演説、その後の南アフリカ各地で起こった暴動など具体的な内容を含むもので、ブルーム自身もかつて持っていて単なる勘違いだと思っていた記憶と細部に至るまで一致するものであった。それゆえ、ブルームはこの現象を合理的には説明し得ない一種の超常現象と解釈した。
ブルームは2010年に「The Mandela Effect」サイト（外部リンク参照）を開設し、マンデラ獄中死以外にも同様の現象が起こり得る可能性、ならびにそれらの記憶がパラレルワールドの代替現実（英: alternate reality）によるものであるという空想的仮説を示した。

### 普及の過程
ブルームがThe Mandela Effectサイトを開設すると、同サイトには同じような経験を持つ人たちからのコメントが多数寄せられ、マンデラ獄中死以外にも様々な事実と異なる記憶が大勢の人々によって共有されていることが判明した。2013年にはマンデラの死後間もなく、アメリカのコミュニティサイトのRedditでも専用のサブレディットが開設され、多くの体験談や考察が語られるようになった。
2015年頃より子供向け絵本『バーンスタインベアーズ』のスペルを誤って記憶していた（後述）と主張する人々が相次いで現れたことにより、マンデラ効果がネット上で流行的に広まり、2017年にはKnow Your Meme 101のエピソードに採用されるなどインターネット・ミームとして定着するようになった。ドラマ『X-ファイル』シーズン11のエピソードにも登場し、一般にも広く知られる概念となった。

### 日本における普及
日本ではマンデラ効果が提唱される2009年以前からネット上で、現実には存在しない事物に関する様々な記憶が不特定多数で共有される現象が都市伝説として語られていた（詳細は後述）。また、マンデラの死亡時期に関する事例と同様に、インターネット掲示板の2ちゃんねるでは宮尾すすむの死亡時期に関する集団的な記憶違いが話題となり、2011年に開設された専用スレッドではそれ以外にも事実と異なる様々な記憶について語られるようになっていた。
これらの事例が話題となった当初は「マンデラ効果」と称されることはなかったが、後に日本固有のマンデラ効果の事例とみなされるようになっている。「マンデラ効果」という用語そのものは2017年にオカルトニュースサイトのTOCANAや月刊誌ムーで紹介され、以後オカルトや超常現象に関するインターネットコミュニティで広く使われるようになった。
なお、日本語の文献やメディアでは学術用語の慣例にならって「Mandela Effect」を「マンデラ効果」と訳すのが一般的であるが、ネット上では「マンデラ・エフェクト」または「マンデラエフェクト」と表記する例も一部で見られる。

## 原因の解釈

### 学術的な研究

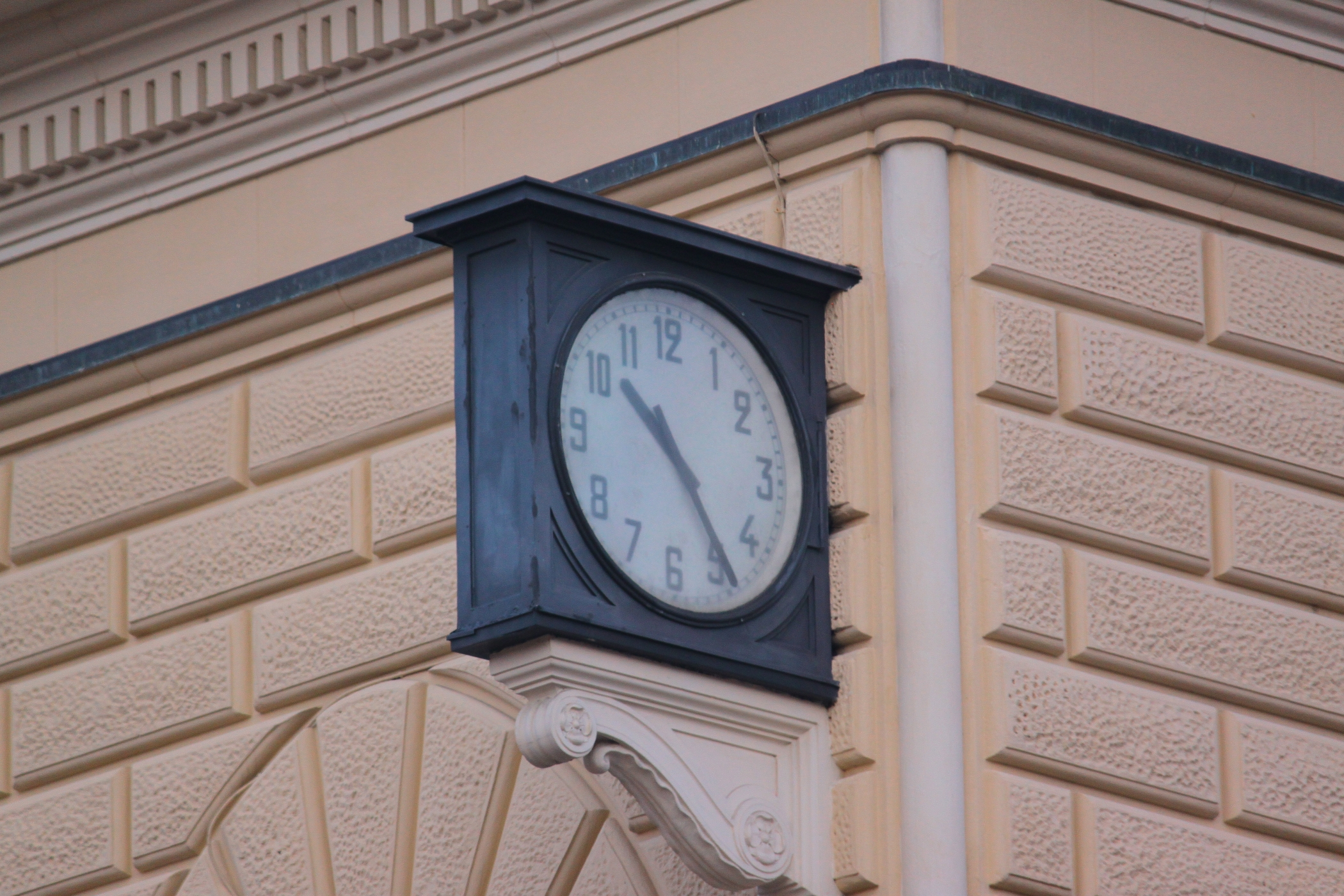
10時25分で止まった状態のボローニャ中央駅の時計。これは事件のシンボルとして事件発生直後と同じ状態で保存されたものであるが、時計が事件発生からずっと止まったままだったという集合的虚偽記憶の原因の一つとされている。

マンデラ効果そのものは学術的な研究の対象となるものではないが、事実と異なる記憶を多くの人が共有する現象は集合的虚偽記憶（英: collective false memory）と称し、その現象の認知科学的な解明が進められている。
2009年にイタリアの認知科学者ステファニア・デヴィートらは、爆破テロ事件によって故障したボローニャ中央駅の時計の記憶に関する研究で、集合的虚偽記憶の解明を試みている。時計は実際には1980年に起きた爆破事件によって一時的に故障したがすぐに修理され、以後自然故障する1996年まで動き続けていた。しかし、駅の利用者や職員を対象に聞き取り調査を行ったところ、9割以上もの人が時計は事件発生から現在までずっと止まったままだったと記憶していたことが判明した。論文ではこの現象は、爆破テロという衝撃的な事件によって時計が一時的にせよ止まった事実や、1996年に時計が自然故障して以来事件のシンボルとして10時25分で止まった状態で保存されていた事実など、多くの人々に印象付けられた集合的記憶の表象（象徴化された記憶像）が、関連する記憶に干渉して起きたものと結論付けている。
それ以外にも、認知科学の見地から集合的虚偽記憶の原因について様々な仮説が唱えられている。主なものとして、多くの人々に共有された認知的な要因によるものとする説や、社会的圧力への無意識の同調によるものとする説などが提唱されている。

### 懐疑論
懐疑主義の立場からは、マンデラ効果を人間の記憶の不確かさによる虚偽記憶としている主張が多く見られる。主な説としては、他の記憶からの連想（類似した記憶によって作り出された記憶）によるとするもの、記憶の抽象化や再構築の過程で生じた作話（脳内で無意識に捏造された記憶）によるとするものなどが挙げられる。
例えば、マンデラの獄中死の記憶については、同じく南アフリカの活動家であったスティーヴ・ビコの獄中死と混同した可能性が指摘されている。また、『Berenstain Bears』の綴りが『Berenstein Bears』だった記憶については、アインシュタイン（独・英: Einstein）など人名に良く見られる綴りからの連想で誤って記憶した可能性が指摘がされている。
それ以外にも、フェイクニュースの影響によって事実と異なる記憶が生じたものとする説や、誤情報効果（英: misinformation effect）によって既存の正しい記憶が誤った情報の干渉を受けたものとする説が唱えられている。
ブルームはマンデラ効果の事例の中にも、それら懐疑的な理論で説明できるものがあることを認めている。しかし、それらは同じ記憶が不特定多数で広く共有されている事実について十分に説明できるものではなく、全ての事例について合理的に説明できる有力な説は現在のところ存在しないと主張している。

### 都市伝説・オカルトとしての解釈
ネット上でマンデラ効果について言及される場合は、超常現象や陰謀論を前提とした都市伝説として語られるのが通例である。
その原因の解釈としては様々な空想的解釈が噂されており現在のところ決定的な定説は確立されていないが、この世界とは異なるパラレルワールドを無意識のうちに移動した結果、現実とは異なる記憶を大勢の人々が持つに至ったという説（パラレルワールド説）が主流となっている。それ以外にも仮想現実の不具合によるものとする説や、タイムトラベラーの過去改変の影響によるものとする説が話題に上がっている。
陰謀論としてはCERNのLHCによる高エネルギー物理実験により、パラレルワールドへの干渉や過去改変が起きているという説がしばしば噂されている。また、都市伝説研究家の宇佐和通は、マンデラ効果がインターネットを媒体としたAIの心理操作により代替現実を創出する計画によるものではないかという陰謀説を提唱している。
一方、スピリチュアル信奉者が自らの理論を主張する際に、マンデラ効果を援用するケースが多く見られるようになっている。チャネラーとして広く支持されているダリル・アンカは宇宙生命体バシャールからのメッセージとして、マンデラ効果とは人類の集合的合意で選ばれなかった並行現実（英: parallel reality）の歴史が、意識の拡大によって認識されるようになったものであると主張している。
これら都市伝説的な解釈の多くは多元宇宙論など現代物理学の理論から着想され、学術的に一定の支持を得た仮説を前提とするものであるため、しばしば科学的に実証されたものと誤解される傾向がある。しかし、それら要因が人間の記憶に干渉する具体的なメカニズムが示されておらず、その因果関係を示す科学的な根拠も乏しいため、一般には疑似科学的な俗説とみなされている。
提唱者のブルーム自身はSFドラマ『スライダーズ』になぞらえたパラレルワールド説を好んで引き合いに出し、それが同氏の主張としてしばしば紹介されているが、ブルーム本人はそれはあくまで空想的な考察の一つであり、絶対的な主張として述べたものではないとしている。同氏によるとマンデラ効果は本来SF愛好家などが不可解な現象を空想的に楽しむための概念として確立されたものであり、学術的に真剣に議論するようなものではないとしている。また、現象の作為性が認められないとして、陰謀論としての解釈にも否定的な立場を取っている。しかし、近年陰謀論者らがマンデラ効果を持論に援用するためその理論を曲解するようになり、マンデラ効果の議論が本来の趣旨とはかけ離れたものになってしまっているとの苦言を呈している。

## 事例

ピカチュウの尻尾はごく一部の個体を除いて、1996年の初登場から根元が茶色がかった黄色が基本色となっている。ところが、「全てのピカチュウの尻尾の先は黒い」「今は黄色だが初期は黒かった気がする」といった曖昧な記憶を持つ人は少なくない。

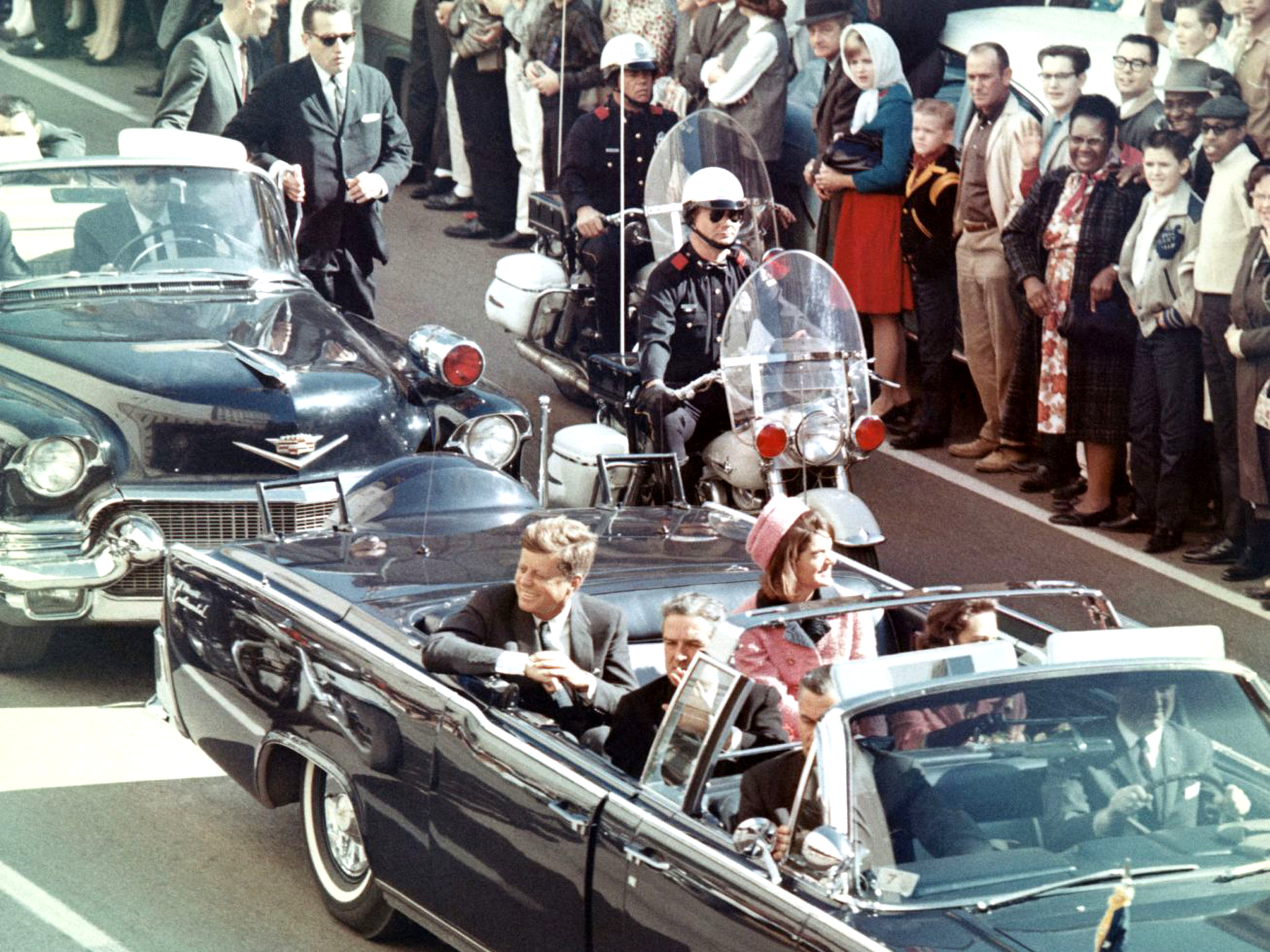
ケネディ暗殺時のオープンカーは6人乗りである。

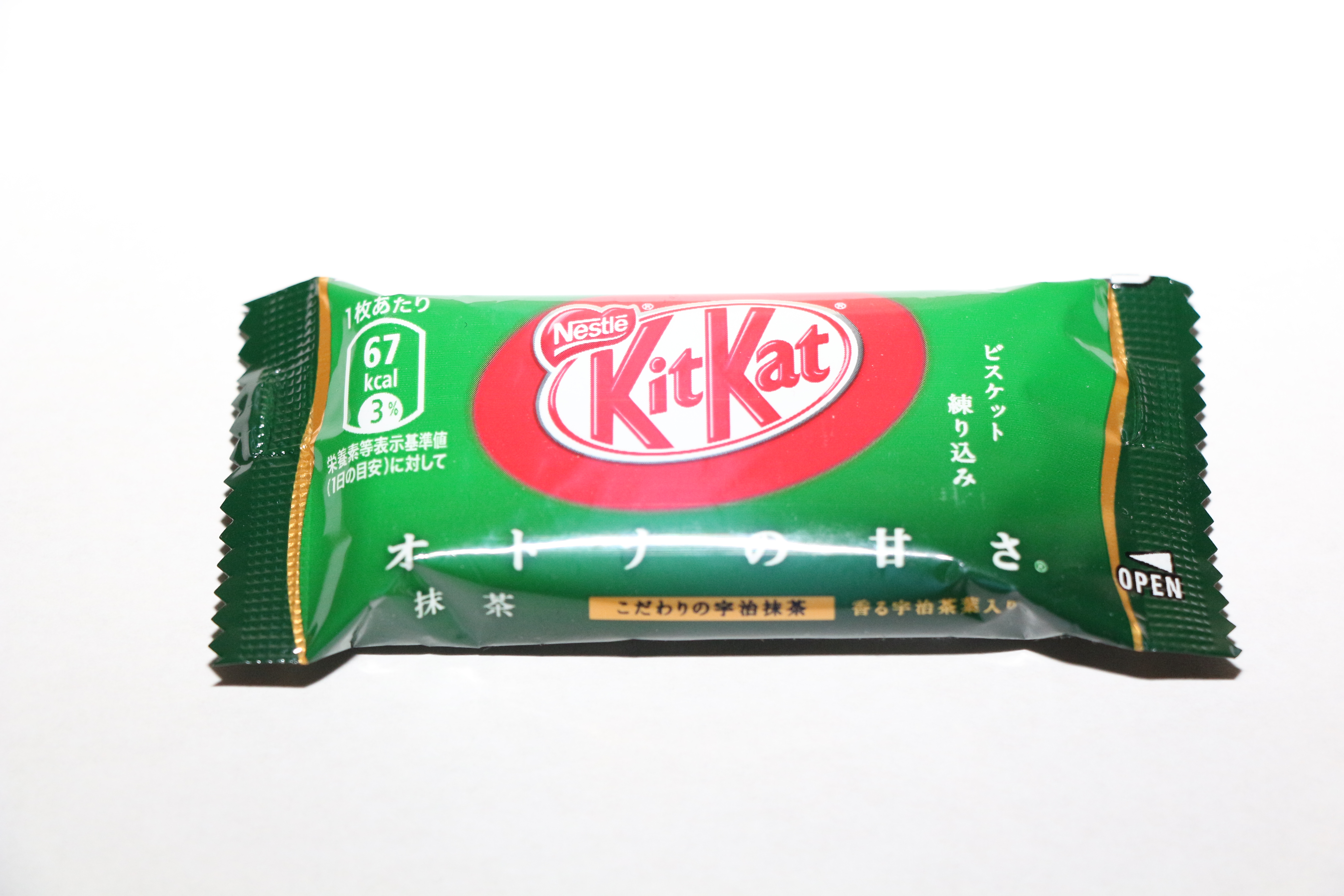
キットカットのロゴマークにハイフンは入らない。

ネット上でマンデラ効果として語られている主な記憶の事例を以下に挙げる。

### 有名人の生死に関するもの
- 存命（当時）人物の訃報や追悼番組を見た記憶：ネルソン・マンデラ[注釈 12]、ビリー・グラハム[注釈 12]、デヴィッド・ソウル[注釈 12]など[7][9]。
- 故人が実際よりも以前に死亡していた記憶：モハメド・アリ[7][4]など。

### 地理に関するもの
- 大陸や島の位置が実際と違っていた記憶：ニュージーランド、オーストラリア、スリランカ、日本列島など[9]。
- アメリカの州の数が実際よりも多い51か52であった記憶[9]。

### 作品の内容やキャラクターに関するもの
- 実際には存在しない台詞の記憶：映画羊たちの沈黙でのレクター博士の「ハロー・クラリス」[7][8]、ディズニーのアニメ映画白雪姫の「鏡よ、鏡、鏡さん」[7][9][8]など。
- 007 ムーンレイカーのドリーが実際の映像にはない歯列矯正具を付けていた記憶[37][注釈 13]。
- ピカチュウの全個体の尻尾の先が実際と違い黒かった記憶[7][8][注釈 11]。
- ひとまねこざる（おさるのジョージ）に実際にはない尻尾が付いていた記憶[7]。
- C-3POはシリーズを通して全身金色で実際のように右脚だけ銀色ではなかった記憶[7][8][注釈 14]。
- ミッキーマウスはズボンではなくオーバーオールを着用していたという記憶[要出典]。
- ザ・ウィーケスト・リンクで、実際にはない、敗者は落とし穴に落とされて退場させられるというルールがあった記憶。[注釈 15][出典無効]

### 事件に関するもの
- 天安門事件の無名の反逆者が戦車の前から立ち去ることはなく轢き殺された記憶[7][9]。
- ケネディ暗殺事件のオープンカーが6人乗りではなく4人乗りだった記憶[37]。

### 作品名や商標に関するもの
- 『バーンスタインベアーズ（英: Berenstain Bears）』のスペルが『Berenstein Bears』だった記憶[9][8][23]。
- フォルクスワーゲンのロゴが実際と違いVとWが繋がっていた記憶[42]。
- キットカット（Kit Kat）のロゴにハイフン（Kit-Kat）があった記憶[8]。

### 日本固有の事例
世界的には知られていないが、日本で独自に語られているマンデラ効果の事例を以下に挙げる。
- 有名人の生死や死亡時期に関する誤った記憶：宮尾すすむ、志茂田景樹、小林亜星、常田富士男など[13]。
- 1970年代にファンタ・ゴールデンアップルが存在していた記憶[26][43][注釈 17]。

- 天空の城ラピュタのエンディングに別バージョンが存在していた記憶[26][注釈 18]。
- 巨人の星のオープニングで星飛雄馬が整地ローラーまたは古タイヤを引いているという、実際にはないシーンの記憶[47][注釈 19]。
- 遅刻する食パン少女 - 少女漫画の定番シーンとして認知されているが、オリジナル作品が確認されていない[49]。
- 悪役令嬢 - 乙女ゲームで定番のキャラクター類型とされるが、大勢によって集合知的に作り上げられた架空のオリジナルとされる[50]。